# 御所
御所是日本人對天皇等地位特別高的貴人邸宅之稱呼，在歷史上也是一種稱號。

## 邸宅
御所一般是對天皇等地位高貴之人住宅的稱呼，單單使用「御所」的場合，一般指的是今上天皇的御所，也就是今上天皇的宅邸。如今的御所一般指的是皇居。太上天皇（仙洞・院）御所被稱為仙洞御所或院御所，皇太后（大宮）的御所被稱為大宮御所，后（女院）的御所被稱為女院御所，皇太子（東宮）的御所被稱為東宮御所。如今皇室施設多被稱為御所。
至於往昔幕府將軍等武家棟樑的宅邸，往往會被冠以地名稱為「某某御所」，如平清盛的雪見御所、藤原秀衡的伽羅御所、源賴朝的大倉御所及鎌倉幕府將軍的宇都宮辻子御所與若宮大路御所、足利將軍家的花之御所與二條御所等。

## 人物尊稱
御所是對皇族、大臣、將軍、及其直系或旁系子弟子孫的尊稱。皇族、攝家子弟成為門跡後，會被賜予冠以寺院名字的御所號。親王隱居的御所被稱為大御所，武家政權時期，前將軍也會被稱為大御所。